# Yūki Sasaki
Pour les articles homonymes, voir Sasaki et Yuki Sasaki.
Yūki Sasaki (佐々木 勇気, Sasaki Yūki) est un joueur de shōgi professionnel japonais né le 5 août 1994 à Genève. Il a remporté la Coupe NHK en mars 2024 en battant le meilleur joueur japonais Sota Fujii.

## Biographie et carrière
Yūki Sasaki est né en août 1994 à Genève. Il est devenu professionnel à 16 ans et un mois en  2010.
Il remporte en 2013 le Kakogawa Seiryūsen, compétition organisée par la ville de Kakogawa réservée aux joueurs professionnels quatrième ou troisième dans sans limite d'âge.
En 2016, il se qualifie pour la finale des candidats au titre de 42e Kio et perd face à Shōta Chida.
Yūki Sasaki a attiré l'attention en juillet 2017, lorsqu'il arrêta la série de 29 parties consécutives sans défaites du jeune prodige Sōta Fujii (né en 2002).
Il a été classé 7e dan à partir de septembre 2018 et a le grade de 8e dan professionnel depuis mars 2023. Il a été promu dans la classe A des joueurs professionnels japonais.
En 2022-2023, il atteint la finale de la coupe NHK et est battu par Sota Fujii en finale. L'année suivante (2023-2024), il retrouve le même adversaire et remporte la finale.